# 1675
1675 (MDCLXXV) a fost un an obișnuit al calendarului gregorian, care a început într-o zi de duminică.

## Nașteri
- 28 martie: Friedrich Wilhelm, Duce de Mecklenburg-Schwerin (d. 1713)
- 31 martie: Benedict al XIV-lea (n. Prospero Lambertini), papă (d. 1758)
- 12 iulie: Evaristo Felice Dall'Abaco, compozitor, violonist și celist italian (d. 1742)

## Decese
- 26 martie: Ernest I, Duce de Saxa-Gotha, 73 ani (n. 1601)
- 12 iunie: Carol Emanuel al II-lea, Duce de Savoia (n. 1634)
- 27 iulie: Henri de la Tour d'Auvergne, Viconte de Turenne, mareșal al Franței (n. 1611)
- 8 septembrie: Amalia de Solms-Braunfels, prințesă de Orania (n. 1602)
- 27 octombrie: Gilles Personne de Roberval, matematician francez (n. 1602)
- 11 noiembrie: Thomas Willis, medic englez (n. 1621)
- 15 decembrie: Johannes Vermeer, pictor olandez (n. 1632)